# Tantallon Castle
Tantallon Castle is een kasteel in de regio East Lothian, dat in het midden van de veertiende eeuw is gebouwd door de familie Douglas. Het kasteel is driemaal belegerd geweest. Tijdens de derde belegering in 1650, is het ernstig beschadigd en werd het verlaten.

## Geschiedenis
William Douglas vestigde zich in Schotland na de Slag bij Neville's Cross in 1346 en werd in 1358 benoemd tot graaf van Douglas. Hij was vermoedelijk degene die de bouw van Tantallon Castle startte. Na zijn overlijden splitste de familie Douglas in tweeën; namelijk in de Black Douglases en Red Douglases. De Red Douglases vestigden zich in Tantallon Castle. Er bleef altijd rivaliteit bestaan tussen de twee families.
Tijdens het beleg van Roxburgh Castle in 1460 raakte George Douglas (Red Douglases) gewond door de ontploffing die Jacobus II van Schotland doodde. Hij kreeg de eer om kort daarna Jacobus III van Schotland te kronen in Kelso Abbey.
Archibald, de vijfde graaf van de Red Douglases, maakte in 1491 met Hendrik VII van Engeland een afspraak om Jacobus IV van Schotland af te zetten. Het complot werd ontdekt, waarop Jacobus IV Tantallon Castle belegerde. De uitkomst van deze belegering is onbekend. Er is wel bekend dat Archibald later weer in de gunst stond van Jacobus IV.
Archibald, de zesde graaf van de Red Douglases, huwde met Margaret Tudor, de weduwe van Jacobus IV. Hij trok de opvoeding van Jacobus V van Schotland naar zich toe. Hij zorgde hierbij dat de koning Edinburgh Castle niet kon verlaten. Uiteindelijk wist de koning toch te ontsnappen. Archibald trok zich terug naar Tantallon Castle en de koning verzamelde troepen om het kasteel te belegeren. De belegering startte in 1528. Gedurende drie weken werd het kasteel beschoten. Het kasteel bleek bestand tegen de belegering en Jacobus V trok zich terug. Archibald vertrok later naar Engeland, waardoor het kasteel in handen kwam van Jacobus V. Deze versterkte het kasteel. Archibald keerde in 1543 terug in Schotland en Tantallon Castle kwam opnieuw in handen van de Red Douglases. Hij sloot zich nu aan bij de Schotse koning en overleed in 1556 in Tantallon Castle.
De tiende graaf, William Douglas, werd in 1608 verbannen naar Frankrijk. In 1650 bevond zich een kleine Schotse legereenheid van 91 soldaten en dertig paarden in Tantallon Castle, onder leiding van kapitein Alexander Setton. Zij voerden geregeld aanvallen uit op de aanvoerroutes van het oprukkende leger van Oliver Cromwell. De Engelse generaal George Monck begon in 1651 met ongeveer 2500 man een beleg van Tantallon Castle dat twaalf dagen zou gaan duren. De oude muren bleken niet bestand tegen de zware artillerie. Uit respect voor de verdedigers, werden deze niet gedood. Het kasteel was zodanig beschadigd dat het niet meer bruikbaar was. Het werd in de jaren daarop definitief verlaten.

## Bouw

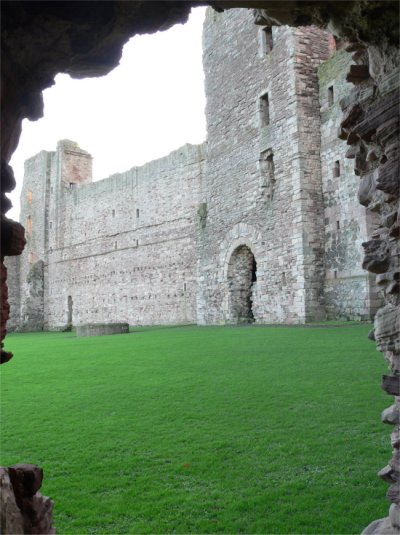
Tantallon Castle, uitzicht op de binnenplaats vanuit de zijvleugel

Het kasteel bestaat uit een lange muur van vier meter dik, die de punt van een klif afschermt, deze punt wordt daardoor de binnenplaats van het kasteel. Aan weerszijden van de muur en in het centrum staan drie torens. De toegang tot het kasteel gaat via een loopbrug, door een poort in de centrale toren. De voorzijde van het kasteel is naar het zuidwesten gericht.
Voor de muur bevinden zich enkele greppels en versterkingen van rond 1520. Midden op het terrein dat door deze versterkingen wordt afgeschermd bevindt zich een zeventiende-eeuwse stenen duiventil.
Binnen in de muur bevonden zich oorspronkelijk meerdere wenteltrappen en kamers. Tijdens de werkzaamheden onder Jacobus V, werden de kamers dichtgemetseld om de muur beter bestand te maken tegen de zwaardere artillerie van die tijd. De centrale toren werd in die tijd ook versterkt door er een stuk met ronde hoeken voor te bouwen, waardoor kogels minder schade konden berokkenen. Deze toren is het best bewaard gebleven. De twee hoektorens zijn ernstig beschadigd gedurende het beleg van 1651. De linker (meest noordelijke) toren bevatte de woonvertrekken van de graaf en wordt ook wel de Douglas Tower genoemd. Deze toren had zes etages, tegen vijf etages van de andere twee torens. Onder in de Douglas Tower is een kerker.
Aan de noordzijde van de binnenplaats van Tantallon Castle bevindt zich een stenen vleugel die haaks op de voorzijde staat. De vleugel was drie etages hoog. In deze vleugel bevonden zich onder andere de grote hal, keuken en slaapvertrekken voor het personeel. Dit gebouw is verbonden met de Douglas Tower.
Een stuk muur aan het uiteinde van de klif is een restant van een bouwwerk dat toegang moest geven naar het strand onderaan de klif. Dit bouwwerk is nooit afgemaakt. Op de binnenplaats is ook een put.

## Beheer
Het beheer van Tantallon Castle is in handen van Historic Environment Scotland.

## Decor
In 1998 werd onder andere het Tantallon Castle gebruikt als decor door Yash Raj Films, voor de Indiase film Kuch Kuch Hota Hai